# Еврейско-персидский язык
Еврейско-персидский язык — язык части персидских евреев, один из еврейско-иранских языков. Фактически представляет собой совокупность еврейских вариантов и регистров некоторых диалектов персидского языка.
В XX веке еврейско-персидский язык был представлен в основном у евреев Тегерана и Мешхеда. Евреи остальных городов Ирана (Хамадан, Исфахан, Шираз и прочие) говорят (или говорили) на других еврейско-иранских языках. Они являются не диалектами персидского языка, а входят в группы диалектов Центрального Ирана и Фарса.
Еврейско-персидский язык был языком письменности евреев исторического лингвокультурного региона, известного как «Большой Иран» (включает Иран, Афганистан, Среднюю Азию, юго-восточное Закавказье) на протяжении средних веков.
Древнейшие памятники еврейско-персидского языка (надписи середины VIII века из Танг-и-Азао (Афганистан) и деловой документ VIII века, сохранившийся лишь фрагментарно, из Дандан-Уйлика, Синьцзян) являются также одними из древнейших памятников персидского языка в целом.
С XI по XVII век памятники еврейско-персидского языка происходит в основном из юго-западной и западной частей Ирана. Исключение представляют собой документ о продаже земли (1107, Синьцзян), 54 надгробные надписи из Гора (Афганистан), датируемые между 1189 и 1216 годами, и словарь к Библии, составленный в Гургандже (Ургенч, Средняя Азия) в 1339 году Шломо бен Шмуэлем Гурганджи. Единственным памятником еврейско-персидского языка, созданным в Закавказье, является словарь к Библии, составленный в 1459 году Моше Ширвани.
Язык еврейско-персидской поэзии практически идентичен классическому персидскому языку. Он отличается лишь немногочисленными лексическими заимствованиями из древнееврейского и употреблением сравнительно небольшого числа слов, построенных из древнееврейских корней с помощью персидских аффиксов.
Еврейско-персидский язык переводов Библии, послебиблейской и экзегетической литературы заметно отличается от классического персидского языка и близок по ряду морфологических показателей к живым персидским диалектам того времени, а в некоторых чертах среднеперсидскому языку; его лексический фонд содержит слова иранского корнеслова, не зафиксированные в классическом персидском языке, а также гораздо более высокий процент заимствований из древнееврейского, чем язык еврейско-персидской поэзии. Своего рода промежуточным звеном между языком переводов (и экзегезы) и поэзии является язык значительного философско-религиозного сочинения XVIII века — трактата «Хаят ар-рух» («Жизнь духа»), который написал Симан-Тов Меламмед Машхади.
От этих языков следует отличать тайное арго персидских евреев — лотраи, являющееся фонологически, морфологически и синтаксически персидским языком, в котором значительный процент корнеслова заменён ивритским.